# Keewatin (Minnesota)
Keewatin – miasto w Stanach Zjednoczonych, w stanie Minnesota, w hrabstwie Itasca.